# Junkers F 13

Junkers F 13

Junkers F 13 – niemiecki samolot pasażerski, skonstruowany w zakładach Junkers w 1919. Był to pierwszy samolot komunikacyjny konstrukcji całkowicie metalowej.

## Historia
Podczas I wojny światowej niemiecka wytwórnia lotnicza Junkers była marginalnym z niemieckich producentów samolotów, niemniej jednak jej konstrukcje były jednymi z najciekawszych tego okresu, jak metalowy myśliwiec w układzie dolnopłata Junkers D.I (model J9). Po zakończeniu wojny, Hugo Junkers postanowił wykorzystać zebrane doświadczenia i zaprojektować nowoczesny mały samolot pasażerski na rynek cywilny. Nowa konstrukcja otrzymała wewnętrzne oznaczenie fabryczne J 13 i oznaczenie handlowe F 13. Był to metalowy dolnopłat o konstrukcji wywodzącej się z wcześniejszych projektów. Prototyp oblatany został 25 czerwca 1919 na lotnisku Dessau.
Samolot był budowany w wielu wariantach w zależności od wymagań odbiorców. W kolejnych wersjach zwiększano moc silnika od 118 kW do 420 kW, wymieniano też silniki w istniejących samolotach na mocniejsze. Łącznie zbudowano około 330 Junkersów F 13, z czego ok. 110 było używanych w Niemczech.

## Użycie
Pomimo kilku rekordowych lotów, samolot początkowo nie mógł być sprzedawany w Niemczech z uwagi na ograniczenia wynikające z traktatu pokojowego. Pierwszy samolot został sprzedany 29 października do USA, nabywcą był John M. Larsen. Zorganizował on następnie montaż i sprzedaż F 13 na rynku amerykańskim pod marką Junkers – Larsen. Dwa samoloty w wersji wodnosamolotu pływakowego oznaczone JL6 zakupiła nawet marynarka wojenna USA. W Niemczech Junkersy F 13 były używane przez linie lotnicze Junkersa, a następnie przez Lufthansę. Samoloty te używane były także w innych krajach świata, aż do lat 40., co dowodziło jakości konstrukcji. Samoloty te sprzedawane były także do ZSRR, gdzie były używane przez państwowe linie lotnicze Dobrolot. Modele używane na terenie ZSRR oznaczano symbolem „Ju 13”.
Podczas II wojny światowej szereg Junkersów F 13 zostało wcielonych do Luftwaffe, gdzie pełniły zadania transportowe i kurierskie. Dokładna liczba wcielonych maszyn nie jest znana.

### W Polsce
W Polsce w 1921 przedsiębiorstwo Aero-Targ jako pierwsze wypożyczyło 6 Junkersów F 13 z gdańskiego przedsiębiorstwa pocztowego Danziger Luftpost i uruchomiło komunikację na trasie W.M Gdańsk – Poznań – Warszawa na okres Targów Poznańskich.
W roku 1922 przedsiębiorstwo lotnicze Aerolloyd kupiło 6 Junkersów F 13, a w latach 1923 i 1925 po 3 następne. Nosiły one znaki od P-PALA do P-PALH i od P-PALK do P-PALN. Po reorganizacji przedsiębiorstwa i zmianie nazwy na Aerolot, zakupiło one 4 dalsze Junkersy (P-PALO, P-PALP, P-PALR i P-PALS). Łącznie więc polskie lotnictwo cywilne posiadało 16 samolotów tego typu. Jeden z nich, P-PALS został rozbity w 1925. Utworzone w 1929 Polskie Linie Lotnicze „Lot” przejęły 15 pozostałych Junkersów. Otrzymały one w tym roku też nowe znaki rejestracyjne: od SP-AAA do SP-AAH, od SP-AAJ do SP-AAK i od SP-AAT do SP-AAW. Kilka samolotów zostało skasowanych w latach 30., a pozostałe 9 sprzedano wytwórni Junkers w 1936 w zamian za samolot pasażerski Ju 52/3mge (po remoncie miały być używane w Kanadzie, ale nigdy tam się nie znalazły).
W toku eksploatacji, w polskich Junkersach wymieniono silniki z BMW IIIa (185 KM) lub BMW IV (250 KM) na Junkers L-2 (265 KM) i Junkers L-5 (310 KM).

## Opis konstrukcji
Jednosilnikowy samolot komunikacyjny, wolnonośny dolnopłat o grubym profilu płata konstrukcji metalowej, o pokryciu grubożłobkowaną blachą falistą z duraluminium w systemie opatentowanym przez Hugo Junkersa. Usterzenie klasyczne. Silnik z przodu kadłuba, za nim kabina dwóch pilotów jedynie częściowo zakryta – wyposażona w przeszklone wiatrochrony. Za kabiną pilotów zamknięta, przeszklona ogrzewana kabina dla 4 pasażerów. Podwozie samolotu klasyczne, stałe, koła z amortyzatorami, z tyłu płoza ogonowa.
Stosowano silniki rzędowe różnych typów: m.in. BMW IIIa (moc startowa 185 KM /136 kW), BMW IV (250 KM /184 kW), Junkers L-2 (265 KM /194 kW), Junkers L-5 (310 KM /228 kW). Śmigło dwułopatowe.